# Les Chevaliers d'Arthur : Chapitre 2 - Le Secret de Merlin
Les Chevaliers d'Arthur : Chapitre 2 - Le Secret de Merlin (souvent abrégé en Les Chevaliers d'Arthur 2) est un jeu vidéo d'aventure pour PC développé et édité par le studio français Cryo Interactive en 2001. C'est le second jeu de la série des Chevaliers d'Arthur, dont le premier volet, Les Chevaliers d'Arthur, était sorti l'année précédente. Les deux jeux se déroulent dans un univers de fantasy inspiré de la légende arthurienne.

## Synopsis
Le jeu se déroule en Angleterre au VIIe siècle, après les événements du premier jeu. Le chevalier Bradwen a réussi à devenir un chevalier de la Table ronde. Mais la blessure qu'il a reçue au cours de ses premières aventures tarde à guérir. Bradwen se rend compte qu'il est victime d'une malédiction, et doit partir en quête d'une magie capable de l'en délivrer et de le guérir. De nouveau, Bradwen a le choix entre ses croyances celtiques ou la foi chrétienne : selon son choix de départ, il vit des aventures différentes, et adopte un point de vue différent sur les rencontres qu'il fait et les événements auxquels il prend part.

## Principe du jeu
Comme son prédécesseur, Les Chevaliers d'Arthur 2 est un jeu d'aventure à la troisième personne, où le joueur fait évoluer son personnage dans un environnement en images de synthèse et en 3D réelle. Le joueur contrôle Bradwen à l'aide du clavier et de la souris. Au début de chaque partie, un page invite le joueur à choisir entre les deux aventures possibles ; chacune est autonome, et le joueur peut les mener de front. En plus du jeu, le programme comprend une encyclopédie consacrée à la légende arthurienne.

## Réception
Le jeu reçoit des critiques variées à sa sortie, allant du bon au mitigé. Le site agrégateur de critiques MobyGames attribue au jeu une moyenne de 64 sur 100 fondée sur onze critiques (dont trois donnent des notes égales ou supérieures à 80, quatre des notes tournant autour de 70, et quatre des notes égales ou inférieures à 50). Les critiques s'accordent à voir dans l'histoire et l'univers le principal point fort du jeu,. Le fait de pouvoir jouer deux aventures réellement différentes, qui augmente la durée de vie du jeu, est également apprécié,. Les reproches portent principalement sur la jouabilité médiocre du jeu, sur ses graphismes inégaux, et sur l'absence d'innovation par rapport au premier volet de la série. Par ailleurs, le jeu est considéré comme destiné davantage à un large public de joueurs occasionnels, ou d'amateurs de la légende arthurienne intéressés également par la documentation historique et l'aspect éducatif du jeu, plutôt qu'à des joueurs chevronnés, auxquels il paraît insuffisant,.